# Linia Hammersmith & City
Linia Hammersmith & City este o linie a metroului din Londra care operează între Hammersmith, în vestul Londrei, și Barking, în estul Londrei. Colorată în roz pe harta metroului, linia are o lungime de peste 25,5 km cu 29 de stații. Între Farringdon și Aldgate East, trenurile ocolesc City of London, inima financiară a capitalei, ceea ce a dus la numele liniei. Tunelele sunt aproape de suprafață și sunt de dimensiuni similare cu cele de pe linii ferate principale britanice. Cea mai mare parte a căii ferate și toate stațiile sunt impărțite cu liniile District, Circle sau Metropolitan. Anual sunt efectuate peste 114 milioane de călătorii pe liniile Hammersmith & City și Circle.
În 1863, Metropolitan Railway a început să opereze primele servicii de cale ferată subterană între Paddington și Farringdon cu vagoane din lemn și locomotive cu abur. În anul următor, a fost deschisă o cale ferată la vest de Paddington până în Hammersmit, care a devenit operată și co-deținută de către companiile Metropolitan și Great Western Railway. Linia a fost apoi extinsă spre est, în etape, ajungând până la East London în 1884. Linia a fost electrificată în anul 1906 și, în 1936, după ce Metropolitan Railway a fost preluată de London Passenger Transport Board, unele trenuri Hammersmith & City operau servicii extinse pe fosta linie District Railway până la Barking. Traseul Hammersmith & City era desenat ca parte a liniei Metropolitan până la 30 iulie 1990, când a fost redesemnată ca linie separată.

## Listă de stații
| Stație                  | Imagine | Deschidere        | Informații | Localizare                                    |
| ----------------------- | --- | ----------------- | --- | --------------------------------------------- |
| Hammersmith             | A brown-bricked building with a rectangular, blue sign reading "HAMMERSMITH STATION" in white letters all under a grey sky | 13 iunie 1864     | Mutată pe locul actual pe 1 decembrie 1868. | 51°29′39″N 000°13′30″V / 51.49417°N 0.22500°V |
| Goldhawk Road           | An entrance under a railway brick viaduct with a blue sign reading "GOLDHAWK ROAD STATION" in white letters and two women walking in front all under a grey sky | 1 aprilie 1914    | | 51°30′07″N 000°13′37″V / 51.50194°N 0.22694°V |
| Shepherd's Bush Market  | A railway on a brick viaduct crosses a road on a steel bridge, with an entrance below a blue sign reading "SHEPHERD'S BUSH MARKET STATION" in white letters | 13 iunie 1864     | Mutată pe locul actual pe 1 aprilie 1914. Redenumită din „Shepherd's Bush” în 2008. | 51°30′21″N 000°13′35″V / 51.50583°N 0.22639°V |
| Wood Lane               | A silver metal and glass building with a blue sign with "WOOD LANE STATION" in white letters | 12 octombrie 2008 | [ 4 ] | 51°30′35″N 000°13′27″V / 51.50972°N 0.22417°V |
| Latimer Road            | A railway on a brick viaduct crosses a road, an entrance in the brickwork below a sign reading "LATIMER ROAD STATION" | 16 decembrie 1868 | Închisă între 17 ianuarie și 1 august 2011 pentru extindere | 51°30′50″N 000°13′02″V / 51.51389°N 0.21722°V |
| Ladbroke Grove          | A brick building with an entrance below a sign reading "LADBROKE GROVE STATION". Three people are in a group outside the entrance | 13 iunie 1864     | Deschisă sub numele de Notting Hill, redenumită Notting Hill & Ladbroke Grove în 1880, Ladbroke Grove (North Kensington) în 1919 și Ladbroke Grove în 1938.                                                                                                  | 51°31′02″N 000°12′38″V / 51.51722°N 0.21056°V |
| Westbourne Park         | A dirty, white-bricked building with a rectangular, dark blue sign reading "WESTBOURNE PARK STATION" in white letters all under a blue sky | 1 februarie 1866  | Mutată pe locul actual pe 1 noiembrie 1871, gară pentru trenuri Great Western până în 1992. | 51°31′16″N 000°12′04″V / 51.52111°N 0.20111°V |
| Royal Oak               | A brown-bricked building with a rectangular, dark blue sign reading "ROYAL OAK STATION" in white letters all under a light blue sky | 30 octombrie 1871 | Gară pentru Great Western până în 1934. | 51°31′09″N 000°11′17″V / 51.51917°N 0.18806°V |
| Paddington              | A platform with several people waiting for a train. A white square sign has a London Underground roundel with "PADDINGTON" in the centre. To the right there is a track with fourth track electrification and on an adjacent track a blue multiple unit train with red doors waits. | 10 ianuarie 1863  | Deschisă sub numele de Paddington (Bishop's Road), redenumită în 1948. Legătură cu liniile Bakerloo și District și trenuri din Paddington. | 51°31′07″N 000°10′46″V / 51.51861°N 0.17944°V |
| Edgware Road            | A tan-coloured building with brown-framed windows and a sign reading "METROPOLITAN EDGWARE ROAD STATION RAILWAY" in brown letters | 10 ianuarie 1863  | Legătură cu liniile District și Circle. | 51°31′12″N 000°10′04″V / 51.52000°N 0.16778°V |
| Baker Street            | A street filled with people in front of a light grey building that has variously coloured signs protruding from it stating a variety of different things | 10 ianuarie 1863  | Legătură cu liniile Bakerloo, Jubilee și Metropolitan. | 51°31′19″N 000°09′25″V / 51.52194°N 0.15694°V |
| Great Portland Street   | A beige-bricked building with a blue sign reading "GREAT PORTLAND STREET STATION" in white letters all under a blue sky with white clouds | 10 ianuarie 1863  | Deschisă sub numele de Portland Road, redenumită în Great Portland Street în 1917. Numită Great Portland Street & Regent's Park în perioada 1923–33. | 51°31′26″N 000°08′38″V / 51.52389°N 0.14389°V |
| Euston Square           | A building covered in windows with a blue sign reading "EUSTON SQUARE STATION" in white letters all under a blue sky with white clouds | 10 ianuarie 1863  | Deschisă sub numele de Gower Street, redenumită în 1909. Cea mai apropiată stație Hammersmith & City de gara Euston. | 51°31′33″N 000°08′09″V / 51.52583°N 0.13583°V |
| King's Cross St Pancras | Beneath a blue sign reading "KING'S CROSS ST. PANCRAS UNDERGROUND STATION several people exit from an entrance leading to steps down. To the right there are silver doors under a sign reading "Lift". The sky is overcast, above the entrance is a dark blue temporary building | 10 ianuarie 1863  | Deschisă sub numele de King's Cross, redenumită King's Cross & St. Pancras în 1925, King's Cross St. Pancras în 1933. Mutată pe locul actual în 1941. Legătură cu liniile Northern, Piccadilly și Victoria și trenuri din gările St Pancras și King's Cross. | 51°31′49″N 000°07′27″V / 51.53028°N 0.12417°V |
| Farringdon              | A street view of a pale stone two storey building. Across the top of the building signs read "FARRINGDON & HIGH HOLBORN STATION" and "METROPOLITAN RAILWAY" in gold colour lettering. At ground level a canopy extends into the street around a blue sign reads "FARRINGDON STATION" with the London Underground roundel and National Rail symbols, and just above an entrance is a gold lettering reading "ENTRANCE". Either side of the entrance are shops, bicycles are in bicycle stands and people are walking on the pavement in front of the building | 10 ianuarie 1863  | Deschisă sub numele de Farringdon Street. Mutată pe locul actual în 1865. Redenumită Farringdon & High Holborn în 1922 și Farringdon în 1936. Legătură cu Thameslink.                                                                                        | 51°31′12″N 000°06′19″V / 51.52000°N 0.10528°V |
| Barbican                | Across a road with a London taxi and a car is an entrance. This has people standing in it and above is a blue rectangular sign reading "BARBICAN STATION" in white and above this is a bridge linking the building | 23 decembrie 1865 | Deschisă sub numele de Aldersgate Street, redenumită Aldersgate în 1910, Aldersgate & Barbican în 1923 și Barbican în 1968. | 51°31′13″N 000°05′52″V / 51.52028°N 0.09778°V |
| Moorgate                | Across a street and behind black bollards is a brick building of at least two storeys. The ground floor is stone coloured and two people are standing in a dark entrance beneath a blue rectangular sign reading "MOORGATE STATION" in white. Above this, attached to be wall at 90 degrees is a white rectangular sign with the National Rail logo and London Underground roundel. Above this, below three windows, blue lettering reads "MOORGATE STATION"                                                                                                 | 23 decembrie 1865 | Deschisă sub numele de Moorgate Street, redenumită în 1924. Legătură cu linia Northern și trenuri. | 51°31′07″N 000°05′19″V / 51.51861°N 0.08861°V |
| Liverpool Street        | The end of a brick building with arched windows and sloping roofs lies between two towers with steeples. In front of this is a white metal and glass structure. People are standing and walking in the street in front. | 11 iulie 1875     | Din februarie până în iulie 1875, vagoanele au folosit gara principală. Legătură cu liniile Central și Circle și trenuri din Liverpool Street. | 51°31′04″N 000°04′59″V / 51.51778°N 0.08306°V |
| Aldgate East            | In the middle of building works a glass doors show banisters leading down beneath a sign reading "ALDGATE EAST STATION", this beneath a canopy supported on four girders. | 6 octombrie 1884  | Legătură cu linia District. Mutată pe locul actual în 1938. | 51°30′55″N 000°04′20″V / 51.51528°N 0.07222°V |
| Whitechapel             | Two entrances on the ground floor of what looks like a terraced house between a shop with green sign reading "Fresh" and a building with a sign reading "Lecture Hall" above a door | 6 octombrie 1884  | Legătură cu London Overground. Deschisă sub numele de Whitechapel (Mile End), redenumită în 1901. Serviciile Metropolitan au început în 1906 și întrerupte în perioada 1913–1936.                                                                            | 51°31′08″N 000°03′40″V / 51.51889°N 0.06111°V |
| Stepney Green           | A brick building under a slate roof with a pale front; two arched doorways on the left and four arched windows to the right, above which a rectangular, dark blue sign reading "STEPNEY GREEN STATION" in white letters | 23 iunie 1902     | Serviciile Metropolitan au început în 1941. | 51°31′19″N 000°02′47″V / 51.52194°N 0.04639°V |
| Mile End                | A grey-bricked building with a rectangular, dark blue sign reading "MILE END STATION" in white letters all under a light blue sky with white clouds | 2 iunie 1902      | Legătură cu linia Central. Serviciile Metropolitan au început în 1936. | 51°31′30″N 000°01′59″V / 51.52500°N 0.03306°V |
| Bow Road                | A red-bricked building with a blue sign reading "BOW ROAD STATION" in white letters and a tree in the foreground all under a blue sky with white clouds | 11 iunie 1902     | Gara principală a fost deschisă în 1876 și mutată în 1892. Serviciile Metropolitan au început în 1936, gara principală a fost închisă în 1947. | 51°31′38″N 000°01′29″V / 51.52722°N 0.02472°V |
| Bromley-by-Bow          | A squat bricked building behind a concrete wall with a dark blue sign reading "BROMLEY-BY-BOW STATION" in white letters | 2 iunie 1902      | Deschisă ca gară în 1894 cu numele de Bromley. Serviciile Metropolitan au început în 1936. Gara principală a fost închisă în 1940 și redenumită în 1967. | 51°31′26″N 000°00′41″V / 51.52389°N 0.01139°V |
| West Ham                | A brown-bricked building with a large, grey sign reading "WEST HAM" in white letters and four people in front all under a light grey sky | 2 iunie 1902      | Legătură cu linia Jubilee line, Docklands Light Railway și c2c. Gara a fost deschisă în 1901, numită Named West Ham (Manor Road) între 1924–69. Serviciile Metropolitan au început în 1941, iar gara principală a fost închisă în 1994.                      | 51°31′41″N 000°00′14″E / 51.52806°N 0.00389°E |
| Plaistow                | A red bricked cube shaped building with a rectangular, dark blue sign reading "PLAISTOW STATION" in white letters and people walking on the pavement in front | 2 iunie 1902      | Gara a fost deschisă în 1858. Serviciile Metropolitan au început în 1936. | 51°31′53″N 000°01′02″E / 51.53139°N 0.01722°E |
| Upton Park              | A red-and-brown bricked building with a rectangular, dark blue sign reading "UPTON PARK STATION" in white letters all under a light blue sky | 2 iunie 1902      | Gara a fost deschisă în 1877. Serviciile Metropolitan au început în 1936. | 51°32′06″N 000°02′04″E / 51.53500°N 0.03444°E |
| East Ham                | A red- and brown-bricked building with a blue sign reading "EAST HAM STATION" in white letters and people walking in front all under a white sky | 2 iunie 1902      | Gara a fost deschisă în 1858. Serviciile Metropolitan au început în 1936. | 51°32′20″N 000°03′06″E / 51.53889°N 0.05167°E |
| Barking                 | A glass and steel building with a canopy, a row of shops at ground level. There is a bus waiting at a bus stop in front of the building, and cars waiting with people. A sign above an entrance readings "Barking" with symbols for National Rail and London Underground. | 2 iunie 1902      | Legătură cu c2c, London Overground și linia District spre Upminster. Gara a fost deschisă în 1854. Servciile District Railway au fost întrerupte în perioada 1905–1908. Serviciile Metropolitan au început în 1936.                                          | 51°32′21″N 000°04′54″E / 51.53917°N 0.08167°E |